# Cantone di Giromagny
Il Cantone di Giromagny è una divisione amministrativa dell'arrondissement di Belfort.
A seguito della riforma complessiva dei cantoni del 2014 è passato da 13 a 22 comuni.

## Composizione
Prima della riforma del 2014 comprendeva i comuni di:
- Auxelles-Bas
- Auxelles-Haut
- Chaux
- Évette-Salbert
- Giromagny
- Grosmagny
- Lachapelle-sous-Chaux
- Lepuix
- Petitmagny
- Riervescemont
- Rougegoutte
- Sermamagny
- Vescemont

Dal 2015 comprende i comuni di:
- Anjoutey
- Auxelles-Bas
- Auxelles-Haut
- Bourg-sous-Châtelet
- Chaux
- Étueffont
- Felon
- Giromagny
- Grosmagny
- Lachapelle-sous-Chaux
- Lachapelle-sous-Rougemont
- Lamadeleine-Val-des-Anges
- Lepuix
- Leval
- Petitefontaine
- Petitmagny
- Riervescemont
- Romagny-sous-Rougemont
- Rougegoutte
- Rougemont-le-Château
- Saint-Germain-le-Châtelet
- Vescemont